# Idiops pullus
Idiops pullus är en spindelart som beskrevs av Tucker 1917. Idiops pullus ingår i släktet Idiops och familjen Idiopidae. Inga underarter finns listade i Catalogue of Life.